# 게이샤의 추억 (영화)
《게이샤의 추억》(영어: Memoirs of a Geisha)은 아서 골든 동명의 소설을 각색해, 스티븐 스필버그가 제작한 2005년의 미국 서사 영화이다. 이 영화는 롭 마셜이 감독을 맡았고, 미국에서는 2005년 12월 9일 개봉되었고, 한국에서는 다음 해, 2006년 2월 2일에 개봉되었다. 출연 배우로는 장쯔이, 와타나베 켄, 공리, 양자경, 쿠도 유키, 오고 스즈카 등이 출연했다. 주요 촬영은 캘리포니아주 남부와 북부, 기요미즈 사원 및 후시미 이나리 신사를 포함한 교토의 여러 지역에서 촬영 되었다.
이 영화는 미국 아카데미상에서 6개 부문에 후보 지명되었고, 미술상, 의상상, 촬영상의 3개 부분을 수상했다.

## 줄거리
어머니의 사망 전, 치요(오고 스즈카 분)와 그의 언니는 각각 교토에 있는 오키야(게이샤의 집)와 성매매업소에 팔려간다. 치요는 게이샤가 되기 위해 훈련을 받게 되고, 하츠모모(공리 분)의 미움을 받는다. 치요는 한 때 하녀의 신분이 되어 게이샤의 꿈을 접을 뻔했으나, 우연히 길거리에서 회장(와타나베 켄 분)을 만난 이후 그에게 연정을 품으며 게이샤가 되겠다는 꿈을 갖는다. 이후 마메하(양자경 분) 밑에서 게이샤 수업을 받고, 이름을 사유리로 바꾼다. 성인이 된 사유리(장쯔이 분)는 유명한 게이샤가 되어, 빚을 갚을 뿐 아니라 오키야 주인의 양녀(후계자)가 된다. 그러나 전쟁으로 인하여 옛 영화는 사라지고, 사유리는 게이샤의 일을 잊고 산골에서 일을 하며 시간을 보낸다. 몇 해가 흐르고 회장의 친구 노부(야쿠쇼 코지 분)가 찾아와 미국인에게 잘 보이기 위해 돌아와 달라고 부탁한다. 노부는 사유리에게 사랑을 고백하지만, 사유리는 회장을 잊지 못한다. 시간이 흐르고, 회장은 자신도 역시 그녀에게 연정을 품었다는 사실을 고백한다.

## 출연진
- 장쯔이 - 사카모토 치요 / 닛타 사유리
- 오고 스즈카 - 어린 사카모토 치요
- 공리 - 하츠모모
- 와타나베 켄 - 이와무라 켄(회장)
- 양자경 - 마메하
- 모모이 카오리 - 어머니(일본 화류계에서 부르는 호칭)
- 야쿠쇼 코지 - 노부
- 캐리 히로유키 타가와 - 남작
- 구도 유키 - 펌킨
- 조 와이즌바움 - 어린 펌킨
- 캐시 심 - 남작의 손님
- 주채근 - 아줌마
- 증강 - 장군
- 칼 윤 - 코이치
- 원려기 - 코린
- 서맨사 푸터먼 - 사츠
- 이가와 토고 - 타나카
- 엘리자베스 성 - 사카모토의 아내
- 데이비드 오키히로 - 샤미슨 선생
- 타치바나 미야코 - 댄스 선생
- 카와무라 코토코 - 그랜니
- 테드 러바인 - 데릭스 대령
- 폴 어델스타인 - 허친스 중위
- 김덕문 - 닥터 크랩
- 이와마츠 마코 - 사카모토
- 토머스 이케다 - 미스터 백쿠
- 데이빗 오키히로 - 샤미슨 선생
- 타치바나 미야코 - 댄스 선생
- 카와무라 코토코 - 그랜니
- 유지니아 유엔 - 코린
- 나라내시 요코 - 마메하의 메이드
- 나비아 뉴엔 - 이즈코
- 토미타 나츠오 - 라벤더의 게이샤
- 로라 미로 - 유키모토 찻집 게이샤/봄 축제 무용가
- 다이안 미조타 - 유키모토 찻집 게이샤/봄 축제 무용가
- 우라노 렌 - 스모 링 아나운서
- 에이스 요나마인 - 스모 선수
- 안소니 베고니아 - 스모 선수
- 타카요 피셔 - 타지나토 찻집 주인
- 클레리사 파크 - 파티 댄서
- 채드 크리븐 - 술취한 미군 병사
- 페이스 신 - 리틀 키코
- 호시 시즈코 - 사유리 나레이션(목소리)
- 미내 노지 - 봄 축재 무용가

## 수상 및 후보 정보
미국 아카데미상
- 수상

최우수 미술상
최우수 의상상
최우수 촬영상
- 후보

최우수 음악상
최우수 음향상
최우수 음향효과상
골든 글로브상
- 수상

최우수 음악상(존 윌리엄스)
- 후보

영화 드라마 부문: 최우수 여우주연상(장쯔이)
전미 비평가 위원회상(내셔널 보드 오프 리뷰)
- 수상

최우수 여우조연상(공리)
새틀라이트상(국제 영화 비평가협회상)
- 수상

최우수 각본상
- 후보

영화 드라마 부문: 최우수 작품상
최우수 감독상
영화 드라마 부문: 최우수 여우주연상(장쯔이)
영화 드라마 부문: 최우수 여우조연상(공리)
최우수 미술상
최우수 촬영상
최우수 의상상
최우수 음악상
영국 아카데미상
- 수상

영화 음악 업적 부문:안소니 아스퀴스상(존 윌리엄스)
최우수 의상상
최우수 촬영상
- 후보

최우수 여우주연상(장쯔이)
최우수 미술상
최우수 분장상
미국 배우 조합상
- 후보

영화 부문: 최우수 여자연기상(장쯔이)
NAACP 이미지 어워즈
- 후보

영화 부문 최우수 여우주연상(장쯔이)

## 한국판 성우진(KBS) (2008년 12월 20일)
- 은영선 - 사유리(장쯔이)/치요(오고 스즈카)
- 이정구 - 회장(와타나베 켄)
- 송도영 - 하츠모모(궁리)
- 최문자 - 마메하(양자경)
- 김규식 - 남작(캐리 히로유키 타가와)
- 임수아 - 아줌마(주채근)
- 안경진 - 어머니(모모이 카오리)
- 윤병화 - 노부(야쿠쇼 코지)
- 한호웅 - 허친스(폴 아델스타인)
- 민지 - 코린(원려기)
- 안영아 - 펌킨(구도 유키)

### KBS판 스태프
- 녹음 - 박광재
- 그래픽 - 권미정
- 편집 - 황인규
- 번역 - 이진희
- 연출 - 김웅종
- 우리말제작 - KBS 미디어